# Cray 3
Cray-3, zvan još Sivi vuk (en. Graywolf),  je superračunalo tvrtke Cray research, nasljednik računala Cray-2. Sustav je po prvi puta izgrađen temeljem Galij-Arsenid poluvodiča. Projekat nije bio uspješan i svega jedan Cray-3 je isporučen i to 24. svibnja 1993. institutu NCAR. Računalo se koristilo za meteo istraživanja i razvoj novog Craya, više na eksperimentalnoj bazi. radilo je svega 2 godine. Bez obzira na to  Cray se bacio na dizajn računala Cray-4. No, tvrtka je ostavši bez novca jednostavno bankrotirala. 

## Svojstva
Računalo je imalo 4 procesora i 20 GB diskovnog prostora. Trošilo je 90 000 wata električne energije čime bi se moglo zagrijati nekoliko kuća.